# Francis Wilford-Smith
Francis Wilford-Smith, né le 12 mars 1927 et mort le 4 décembre 2009, est un dessinateur, producteur musical et archiviste de musique de blues anglais.
Ses dessins de presse sont signés Smilby, nom formé par la contraction de son propre nom de naissance et de celui de sa femme Pamela Kilby.

## Biographie
Il est le second fils du pharmacien Wilford Smith. Sa mère, Frances Hunt, meurt peu après sa naissance. Il suit les cours de l'école de Warwick, où il commence à dessiner.
Il a douze ans quand éclate la Seconde Guerre mondiale. À 16 ans, il quitte l'école, apprend le métier d'opérateur radio, et embarque dans la marine marchande britannique. À l'occasion de ses voyages vers l'Afrique et les Amériques, il transporte, pour la Naval Intelligence américaine, des documents vers les équipes consulaires américaines au Congo belge et dans le golfe Persique
.
Après la guerre, en 1946, il commence à suivre les cours du Camberwell College of Arts à Londres, où il rencontre Humphrey Lyttelton, mais aussi Pamela Kilby, qu'il épouse en 1949.
Sa vie professionnelle hésite d'abord entre des activités variées : il est tour à tour professeur d'art, animateur pour le studio Halas et Batchelor, étalagiste adjoint pour la chaîne de vêtements féminins Richard Shops (en) et assistant du designer Ian Bradbury (en).
En 1951, Punch, puis d'autres magazines, commencent à publier ses dessins humoristiques.
Il se consacre de plus en plus à cette activité, d'autant que dès le début des années 1960, il est demandé des deux côtés de l’Atlantique: le Daily Telegraph, 
Playboy, The New Yorker, Esquire ou le Saturday Evening Post.
« Smilby » orchestre de nombreuses campagnes de publicité pour, notamment, Guinness, Imperial Chemical Industries, Boots UK (en), et intervient en consultant pour des agences.
Graphiste et illustrateur de livres, Francis Smilby signe en 1981 une histoire des premiers pin-up magazines,
Grand collectionneur de musiques de blues et de gospel, il réalise sur le sujet des émissions de radio. Sa collection de 78 tours de piano blues est l'une des plus importantes au monde. Dans les années 1950 et 1960, il dirige l'enregistrement de nombreux musiciens. Beaucoup de ses enregistrements sont publiés par Magpie Records (en). Il est nommé deux fois aux Sony Awards
,
.
Il ne cesse de dessiner qu'en 1998, pour raisons de santé.
Il a 82 ans quand il meurt en 2009 à Ledbury.
Pamela Wilford-Smith meurt le 4 septembre 2010
. Pamela et Francis ont deux enfants.
La biographie de Wilford-Smith est publiée en 2015,.